# Deopalpus conspiciendum
Deopalpus conspiciendum är en tvåvingeart som beskrevs av Cortes 1976. Deopalpus conspiciendum ingår i släktet Deopalpus och familjen parasitflugor. Inga underarter finns listade i Catalogue of Life.